# پاتزا اینتر آمالا
«پاتزا اینتر» یا «پاتزا اینتر آمالا» (به ایتالیایی: Pazza Inter Amala) یک ترانه ایتالیایی و آهنگ غیررسمی باشگاه فوتبال اینتر میلان می‌باشد که نویسندگان آن پائولو باریلاری و دینو استوارت نام دارند. نام این آهنگ برگرفته از یکی از القاب باشگاه اینتر، یعنی «دیوانه» می‌باشد که به دلیل نتایج عجیب و غریبش به تیم داده شده‌است. در ثانیه‌های ابتدایی این آهنگ بخشی از گزارش اسکارپینی (گزارشگر تلویزیون اینتر) وجود دارد که درحال گزارش گلی است که کاپیتان خاویر زانتی در ۶ نوامبر ۲۰۰۲ برابر امپولی به ثمر رسانده‌است. این آهنگ توسط بازیکنان اینتر از جمله خاویر زانتی، مارکو ماتراتسی، استبان کامبیاسو و … در اوت سال ۲۰۰۳ خوانده شده‌است. «پاتزا اینتر آمالا» در هنگام بازی‌های خانگی باشگاه فوتبال اینتر میلان در جوزپه مه آتزا پخش می‌شد. به مناسبت قهرمانی اینتر در ایتالیا یک نسخه جدید از این آهنگ در آوریل ۲۰۰۷ دوباره توسط بازیکنان ضبط شد. از سپتامبر ۲۰۱۹، این آهنگ دیگر در ورزشگاه پخش نمی‌شود. پاتزا اینتر آمالا به معنای «اینتر دیوانه را دوست دارم» می‌باشد.

## متن آهنگ
| ایتالیایی | فارسی |
| Lo sai per un gol io darei la vita....la mia vita Che in fondo lo so sara' una partita....infinita E' un sogno che ho e' un coro che sale....a sognare Su e giu' dalla Nord novanta minuti ...per segnare Nerazzurri noi saremo qui Nerazzurri pazzi come te Nerazzurri Non fateci soffrire ma va bene... vinceremo insieme Amala Pazza Inter amala E' una gioia infinita che dura una vita Pazza Inter amala Vivila questa storia vivila Puo' durare una vita o una sola partita Pazza Inter amala E continuero' nel sole e nel vento... la mia festa Per sempre vivro' con questi colori.... nella testa Nerazzurri io vi seguiro' Nerazzurri sempre li' vivro' Nerazzurri questa mia speranza E l'assenza io non vivo senza Amala Pazza Inter amala E' una gioia infinita che dura una vita Pazza Inter amala Seguila in trasferta o giu' in citta' Puo' durare una vita o una sola partita Pazza Inter amala La' in mezzo al campo c'e' un nuovo campione E' un tiro che parte da questa canzone Forza non mollare mai AMALA Amala Pazza Inter amala E' una gioia infinita che dura una vita Pazza Inter Amala AMALA | تو می دانی من برای گل زندگی ام را می‌دهم… زندگی ام را من می‌دانم این بازی بی پایان است این یک رؤیا است و سرود ما تبدیل به رؤیایی می‌شود بالا و پایین از شمال نود دقیقه برای گل زدن نراتزوری ما اینجا خواهیم بود نراتزوری دیوانه ای مانند تو نراتزوری اجازه نده زجر بکشیم ولی این خوب است… ما باهم پیروز خواهیم شد دوستت دارم اینتر دیوانه را دوست دارم و سرخوشی ای بی پایان تا آخرین لحظه زندگی اینتر دیوانه را دوست دارم ادامه دارد داستان ادامه دارد شاید تا پایان زندگی یا تنها یک بازی اینتر دیوانه را دوست دارم و من ادامه خواهم داد در هوای آفتابی و در طوفان… هم دسته ای من من تا ابد زنده خواهم یود با این رنگ‌ها در سرم نراتزوری من پشتیبان تو خواهم بود نراتزوری همیشه اینجا زندگی خواهم کرد نراتزوری این آرزوی من است و بدون تو نخواهم بود دوستت دارم اینتر دیوانه را دوست دارم وسرخوشی ای بی پایان تا آخرین لحظه زندگی اینتر دیوانه را دوست دارم پشتیبان تو ام دور یا نزدیک در شهر تا آخرین لحظه زندگی یا تنها یک بازی اینتر دیوانه را دوست دارم در وسط زمین یک الگو جدید است فریاد می‌زند این آهنگ را بخوانید نیرویمان تمام نمی‌شود دوستت دارم اینتر دیوانه را دوست دارم سرخوشی ای بی پایان تا آخرین لحظه زندگی اینتر دیوانه را دوست دارم دوستت دارم |